# (MIA): The Complete Anthology
(MIA): The Complete Anthology – album kompilacyjny zespołu The Germs wydana w 1993 roku zawierający nagrania z singla, EPek oraz albumu (GI), jak również inne, niepublikowane wcześniej utwory. Wszystkich nagrań dokonano w latach 1977–1980.

## Lista utworów
1. "Forming" (Darby Crash, Pat Smear) – 3:06
2. "Sex Boy (Live)" (Darby Crash, Pat Smear) – 2:15
3. "Lexicon Devil" (Darby Crash, Pat Smear) – 2:07
4. "Circle One" (Darby Crash, Pat Smear) – 1:49
5. "No God" (Darby Crash, Pat Smear) – 1:54
6. "What We Do Is Secret" (Darby Crash, Pat Smear) – 0:44
7. "Communist Eyes" (Darby Crash, Pat Smear) – 2:16
8. "Land of Treason" (Darby Crash, Pat Smear) – 2:10
9. "Richie Dagger's Crime" (Darby Crash, Pat Smear) – 1:57
10. "Strange Notes" (Darby Crash, Pat Smear) – 1:53
11. "American Leather" (Darby Crash, Pat Smear) – 1:11
12. "Lexicon Devil" (Darby Crash, Pat Smear) – 1:44
13. "Manimal" (Darby Crash, Pat Smear) – 1:22
14. "Our Way" (Darby Crash, Pat Smear) – 1:57
15. "We Must Bleed" (Darby Crash, Pat Smear) – 3:05
16. "Media Blitz" (Darby Crash, Pat Smear) – 1:30
17. "The Other Newest One" (Darby Crash, Pat Smear) – 2:47
18. "Let's Pretend" (Darby Crash, Pat Smear) – 2:35
19. "Dragon Lady" (Darby Crash, Pat Smear) – 1:39
20. "The Slave" (Darby Crash, Pat Smear) – 1:02
21. "Shut Down (Annihilation Man)" (Darby Crash, Pat Smear) – 9:41
22. "Caught in My Eye" (Darby Crash, Pat Smear) – 3:25
23. "Round and Round" (Chuck Berry) – 2:17
24. "My Tunnel" (Darby Crash, Pat Smear) – 2:30
25. "Throw It Away" (Darby Crash, Pat Smear) – 2:10
26. "Not All Right" (Darby Crash, Pat Smear) – 3:58
27. "Now I Hear the Laughter" (Darby Crash, Lorna Doom) – 2:49
28. "Going Down" (Darby Crash, Pat Smear) – 1:52
29. "Lion's Share" (Darby Crash, Pat Smear) – 2:32
30. "Forming 2" (Darby Crash, Pat Smear) – 1:37

## Skład
- Darby Crash – śpiew
- Pat Smear – gitara
- Lorna Doom – gitara basowa
- Donna Rhia – perkusja (1, 2)
- Nicky Beat – perkusja (3-5)
- Don Bolles – perkusja (6-22, 24-29)
- D.J. Bonebrake – perkusja (23, 30)

produkcja
- Geza X – producent (3-5)
- Joan Jett – producent (6-22)
- Chris Ashford – producent (23, 30)
- Jack Nitzsche – producent (24-29)